# باشگاه فوتبال لارکهال اتلتیک
باشگاه فوتبال لارکهال اتلتیک (به انگلیسی: Larkhall Athletic Football Club) یک باشگاه فوتبال در شهر لارکهال، باث، کشور انگلستان است که در سال ۱۹۱۴ میلادی تأسیس شده‌است.